# Мир ислама
Мир исла́ма — первый российский научный исламоведческий журнал, выходивший в 1912—1914 годах. Журнал выпускала Казанская духовная академия с целью борьбы с влиянием ислама и объединения татар с русскими. Благодаря деятельности главного редактора академика В. В. Бартольда, журнал превратился в издание, публиковавшее научные статьи по исламу. В начале 1914 года журнал перестал выходить из-за недостатка средств.

## Цель создания журнала
В Казанской губернии проживало много татар-мусульман, которых православные миссионеры в целом безуспешно пытались обратить в православие. Профессор Казанской духовной академии М. А. Машанов предложил создать специальный исламоведческий журнал. Цели издания журнала были следующие:
- Поколебать позиции ислама;
- Сблизить мусульман с русской христианской культурой, чтобы подготовить почву для слияния татар и русских.

Журнал был необходим, так как православные миссионерские издания с задачей ослабления влияния ислама не справлялись.

## Описание журнала
Журнал распространялся бесплатно среди мусульман Поволжья, Урала и Сибири. Издание выходило с перебоями. Первый номер «Мира ислама» вышел в марте 1912 года, а следующие номера появились лишь спустя несколько месяцев — в мае, сентября и декабре 1912 года.
Несмотря на свою изначальную цель, «Мир ислама» превратился в первый российский научный исламоведческий журнал, что вызвало недовольство чиновников из Министерства внутренних дел и Департамента духовных дел иностранных вероисповеданий. Была сменена редакция «Мира ислама» (включая В. В. Бартольда, преемником которого стал профессор Д. М. Позднеев), а в начале 1914 года журнал прекратил выходить из-за недостатка финансирования.

## Главные редактора
- В. В. Бартольд (1912—1913);
- Д. М. Позднеев (1913—1914).